# Bjørnstjerne Bjørnson
Bjørnstjerne Martinius Bjørnson (8. prosince 1832 Kvikne – 26. dubna 1910 Paříž) byl norský kriticko-realistický prozaik, dramatik, básník a publicista, nositel Nobelovy ceny za literaturu z roku 1903.
Spolu s Henrikem Ibsenem, Jonasem Liem a Alexanderem Kiellandem patřil k tzv. velké čtyřce norských spisovatelů zlatého věku. S Henrikem Ibsenem se ve druhé polovině 19. století zasloužili o nebývalý rozvoj norské literatury a divadla. Projevoval společenskou angažovanost, zasazoval se o liberalismus a kulturní i státní samostatnost Norska a o práva malých utlačovaných národů.

## Život

### Mládí a studium
Bjørnson se narodil roku 1832 v malé vesnici Kvikne v dnešní norské provincii Hedmark. Otec Peder pocházel z rolnické rodiny a zpočátku sám obdělával své pozemky. V pokročilejším věku vystudoval teologii a stal se pastorem (luterským farářem). Matka Inger Elise Nordraak byla dcerou učitele, ráda četla a zapojovala se do místního kulturního života. Ve stejném duchu vychovávala i svého syna. Otec byl přidělen do farnosti oblasti Nesset v Romsdalském údolí, v jedné z nejkrásnějších přírodních oblastí Norska. Bjørnstjerne ve dvanácti letech nastoupil na střední školu v obci Molde na severním břehu Romsdalsfjordu. Získal si respekt spolužáků svou fyzickou zdatností, ale hlavně svými znalostmi a prvními literárními pokusy. Skládal drobné básničky a založil ručně psaný časopis Svoboda, který rozesílal svým známým. Už v té době vnímal ohlas revolučních událostí roku 1848 v Evropě a předsevzal si, že bude mezi lidmi šířit myšlenky na svobodu a lepší životní podmínky. Školu musel opustit, když byl jeho otec suspendován kvůli křivému obvinění. Odjel k svému strýci do Kristianie, kde pokračoval ve studiu na vyšší střední škole. Seznámil se s Markusem Thranem, prvním propagátorem socialismu v Norsku a začal se zapojovat do politických aktivit. V červenci 1852 mu vyšla první báseň Vodopád v populárním časopise Morgenblatt. Nepodařilo se mu složit maturitní zkoušku a vrátil se domů, aby se připravil na reparát. Odtud posílal články do různých norských redakcí. Ani na druhý pokus u maturity neuspěl, propadl z matematiky, což vedlo k roztržce s otcem, který ho odmítl dál podporovat.

### Literární začátky

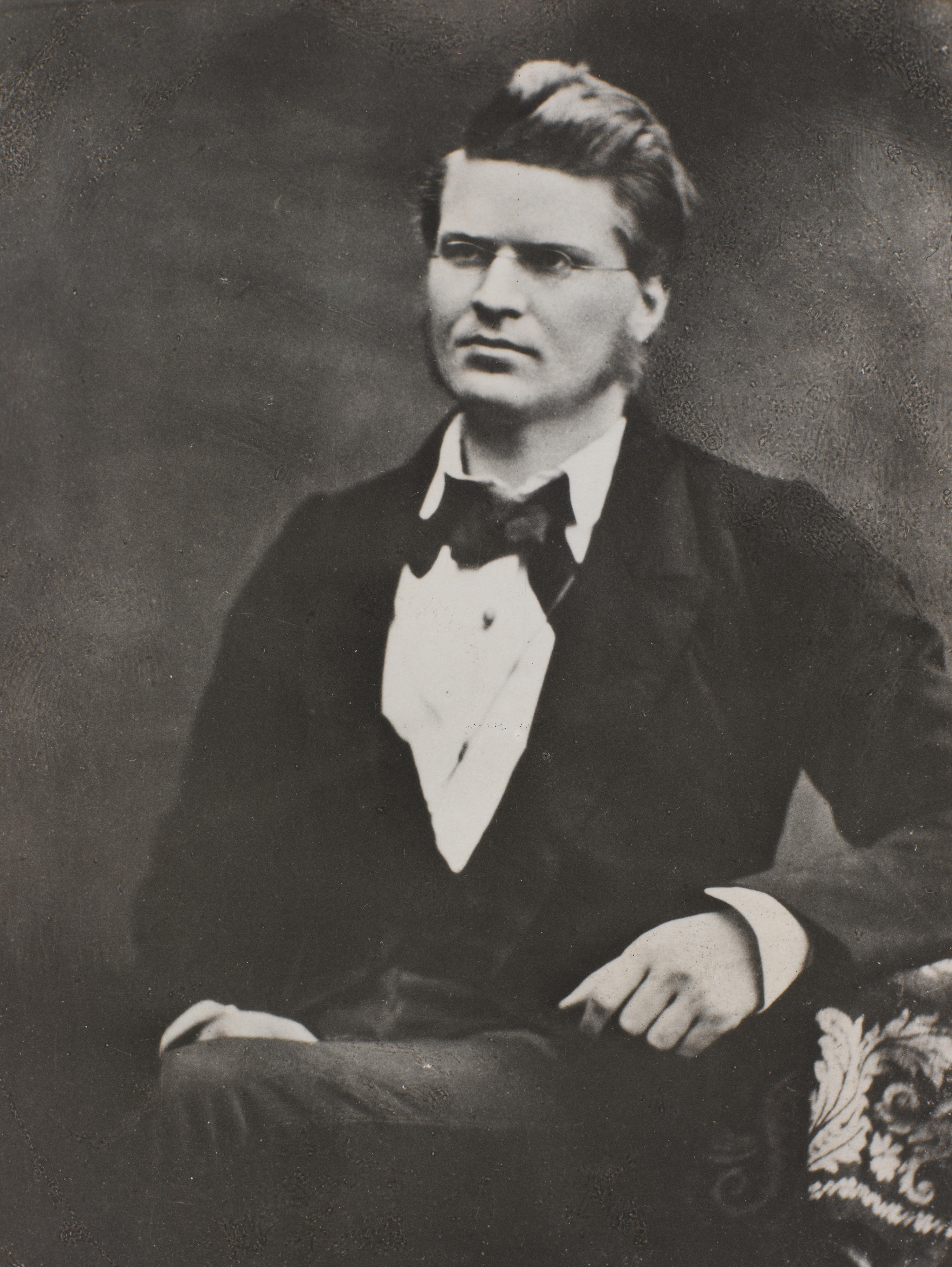
Bjørnson v roce 1857

V roce 1854 se stal redaktorem v časopise Morgenblatt, psal literární a divadelní recenze. Ve čtyřiadvaceti letech se během pobytu v Kodani rozhodl, že bude spisovatelem. Během dvou týdnů napsal své první drama Mezi bitvami o středověkém lidovém králi Sverrovi. Všeobecnou pozornost vzbudil roku 1857, kdy vyšla jeho první selská povídka Synnöve ze Slunečného návrší (Synnöve Solbakken). Následovala řada dalších příběhů, které byly souborně vydané roku 1873 pod názvem Selské povídky (Samlede digter) a přinesly mu mezinárodní věhlas.
V letech 1857–1859 úspěšně působil jako ředitel Norského divadla v Bergenu. V letech 1860–1863 hodně cestoval po celé Evropě. Dostal vládní stipendium na studijní cestu do Říma, odkud přivezl další hru Král Sigurd (Sigur Slembe, 1862), která byla přijata s nadšením. Je to první norské drama, z nějž část je napsána v próze, protože do té doby byly divadelní hry výhradě veršované. Stal se uznávaným básníkem a literátem, byl mu určen státní plat ve výši tisíc dolarů ročně.
V roce 1865 převzal vedení Christianského divadla a působil tam do roku 1867. Uvedl komedii ze současnosti Novomanželé (1865) a svou romantickou tragédii Marie Stuartovna Skotská. Hlavní snahou v jeho divadelní činnosti bylo nahradit scénickou dánštinu norštinou.
V roce 1858 se oženil s Karoline Johanne Elisabeth Reimersovou, s kterou zůstal až do své smrti. Měli spolu tři syny a tři dcery. V roce 1882 se usadil na statku Aulestad, kde prožil dlouhé období svého života.

### Společenská a politická angažovanost

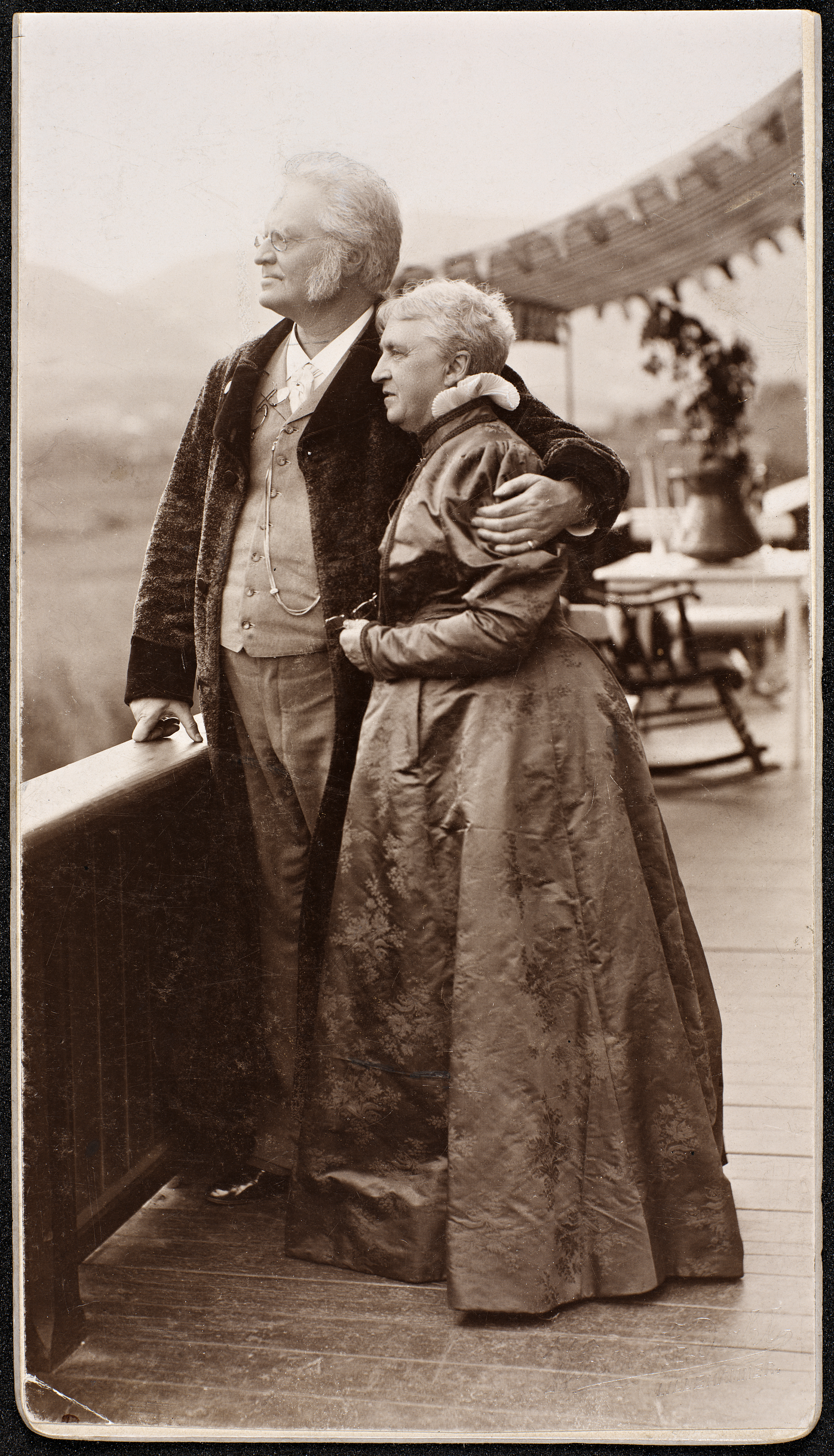
Bjørnstjerne Bjørnson s manželkou roku 1897

Od 70. let se Bjørnson zabýval převážně politikou, angažoval se v boji za liberalismus, za norský jazyk a za rovnoprávnost v unii se Švédskem. Stal se mezinárodně uznávanou osobností kulturního a veřejného života. Přednášel doma i v zahraničí, psal články k aktuálním problémům doby. Své sociální a politické názory promítal do své tvorby. Příkladem jsou divadelní hry Bankrot (Úpadek, 1875), Redaktor (1875), Leonarda (1879), Nad sílu (1883), Rukavička (1883) nebo Král. V roce 1870 vyšla jeho sbírka poezie Básně a písně (Digte og sange), která svým národním zaměřením získala trvalé místo v povědomí norského lidu. Vlastenecká báseň Ano, milujeme tuto zemi (Ja, vi elsker dette landet, 1859) se stala norskou národní hymnou.
V období, kdy se Bjørnson zabýval politikou a hlásal příklon k Německu, vyústily jeho politické názory obžalobou z velezrady. Po nějakou dobu pobýval v Německu a do vlasti se vrátil roku 1882. V roce 1884 vydal román Vlajky nad městem a přístavem, kde vyjadřuje své teorie o dědictví a vzdělání. Podobnými problémy se zabývá v románu Na božích cestách, vydaném v roce 1889. Tentýž rok napsal komedii Zeměpis a láska, která zaznamenala velký úspěch. Z pozdějších děl lze jmenovat například politickou tragédii Paul Lange a Tora Parsbergová (1898), Nad naši sílu II (1895), Laboremus (1901) či Na Storhovu (1902).
Při příležitosti otevření Národního divadla v roce 1899 bylo uvedeno Bjørnsonovo historické drama Sigurd, poutník do Jeruzaléma.
Roku 1903 mu byla udělena Nobelova cena za literaturu „… jako projev uznání za jeho ušlechtilou, velkolepou a mnohostrannou literární tvorbu, která se vždycky vyznačovala jak svěžestí inspirace, tak vzácnou čistotou ducha.“

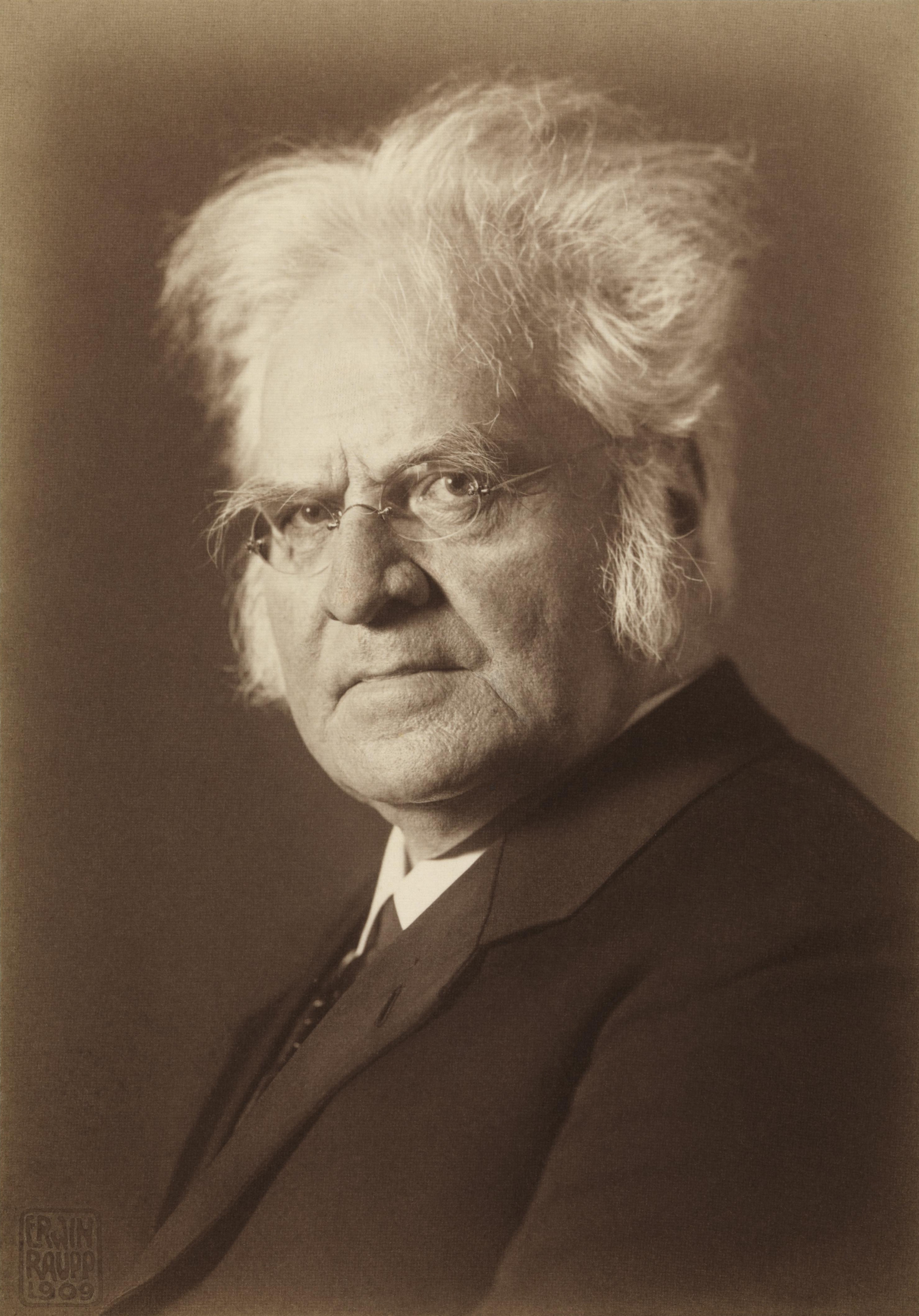
Bjørnson v roce 1909

Bjørnson často vystupoval jako mezinárodně uznávaná politická i kulturní autorita, snažil se prosazovat myšlenku mírového soužití národů. Organizoval akce na podporu menších utlačovaných národů. Zastával se například Ukrajinců, Rumunů, Čechů a zvláště Slováků. V roce 1907 se na něj obrátili čeští intelektuálové dopisem, ve kterém upozorňovali na svízelnou situaci slovenského národa v Uhersku, který musel čelit snahám o pomaďarštění. Bjørnson veřejně vystoupil proti představiteli těchto snah maďarskému ministru školství grófu Apponyimu a upozornil ve svém článku na tzv. černovskou tragédii. Mnoho myšlenek, které v této polemice vyslovil bylo inspirací a oporou pro naše národy v úsilí o získání samostatnosti. Představitelé českého politického a kulturního života (například Vrchlický, Čech, Jirásek, Herites) mu v roce 1908 poslali děkovný dopis, v němž oceňovali jeho zásluhy a vliv na evropskou veřejnost. Obdobný list dostal Bjørnson od slovenských literátů Vajanského a Škultétyho.
Bjørnstjerne Bjørnson zemřel 26. dubna 1910 v Paříži, kde obvykle trávil zimní období a chtěl se podrobit léčbě svých četných chorob pomocí elektroterapie. Ve Francii byl přijat jako host Francouzské republiky a v hotelu Wagram pro něj zařídili nemocniční pokoj. Léčba však nebyla účinná. Bjørnson byl převezen do Kodaně a lodí do Norska, kde odpočívá na hřbitově Našeho Spasitele (Vår Frelsers gravlund) v Oslu.

## Tvorba

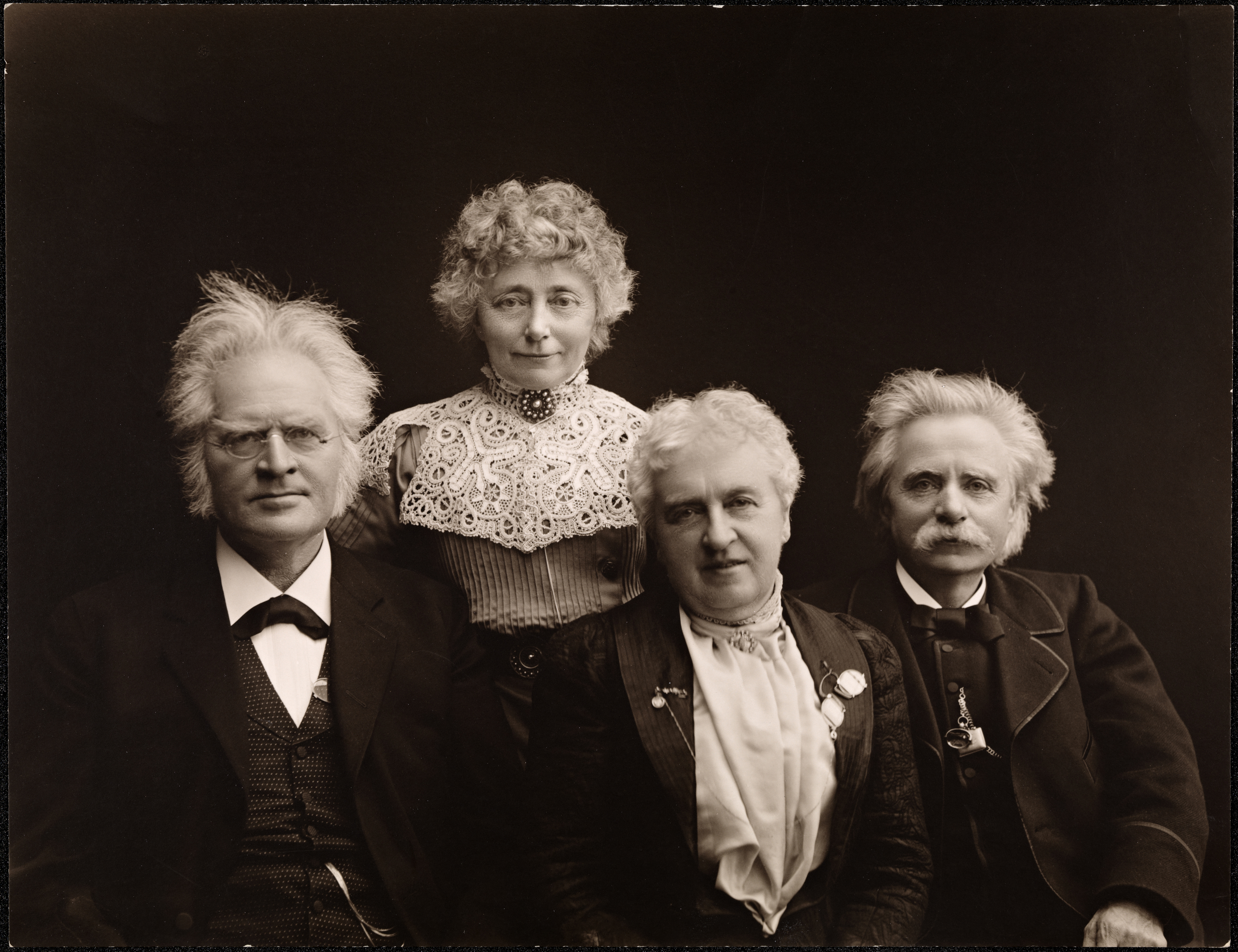
Bjørnstjerne a Karoline Bjørnsonovi s Edvardem a Ninou Griegovými, 1903

Psal dramata, básně a kratší i delší prozaické útvary.
Bjørnsonovy povídky jsou formálně novátorské a křesťanskou etikou prodchnuté příběhy, které se novotou látky, hloubkou citu, psychologickou pravděpodobností a jazykem plným poezie a elementární síly liší ode všeho, co bylo doposud v norské literatuře vytvořeno. Vyznačují se strohým, originálním a moderním jazykovým stylem, kterým zpracovává povětšinou romantické příběhy lidí z norského venkova. Selské povídky byly součástí Bjørnsonova národního programu a měly dát Norům historickou galerii předků, na niž by mohli být hrdí, a národní charakter, jejž by mohli pěstovat. Spojením historického ságového hrdiny a idealizovaného sedláka našel spisovatel sílu, již bylo podle jeho názoru možno zušlechtit a vytvořit tak schopný, rozhodný a morálně pevný národ. Nejznámější jsou Synnöve ze Slunečného návrší (Synnöve Solbaken,1857), Veselý hoch (En Glad Gut, 1860) a Rybářské děvče (1868).
V Selských povídkách je možné najít i mnoho Bjørnsonových lyrických básní (např. Arne), z nichž mnohé zlidověly. Jeho báseň Ano, milujeme tuto zemi (Ja, vi elsker dette landet, 1859) byla zhudebněna a stala se norskou národní hymnou.

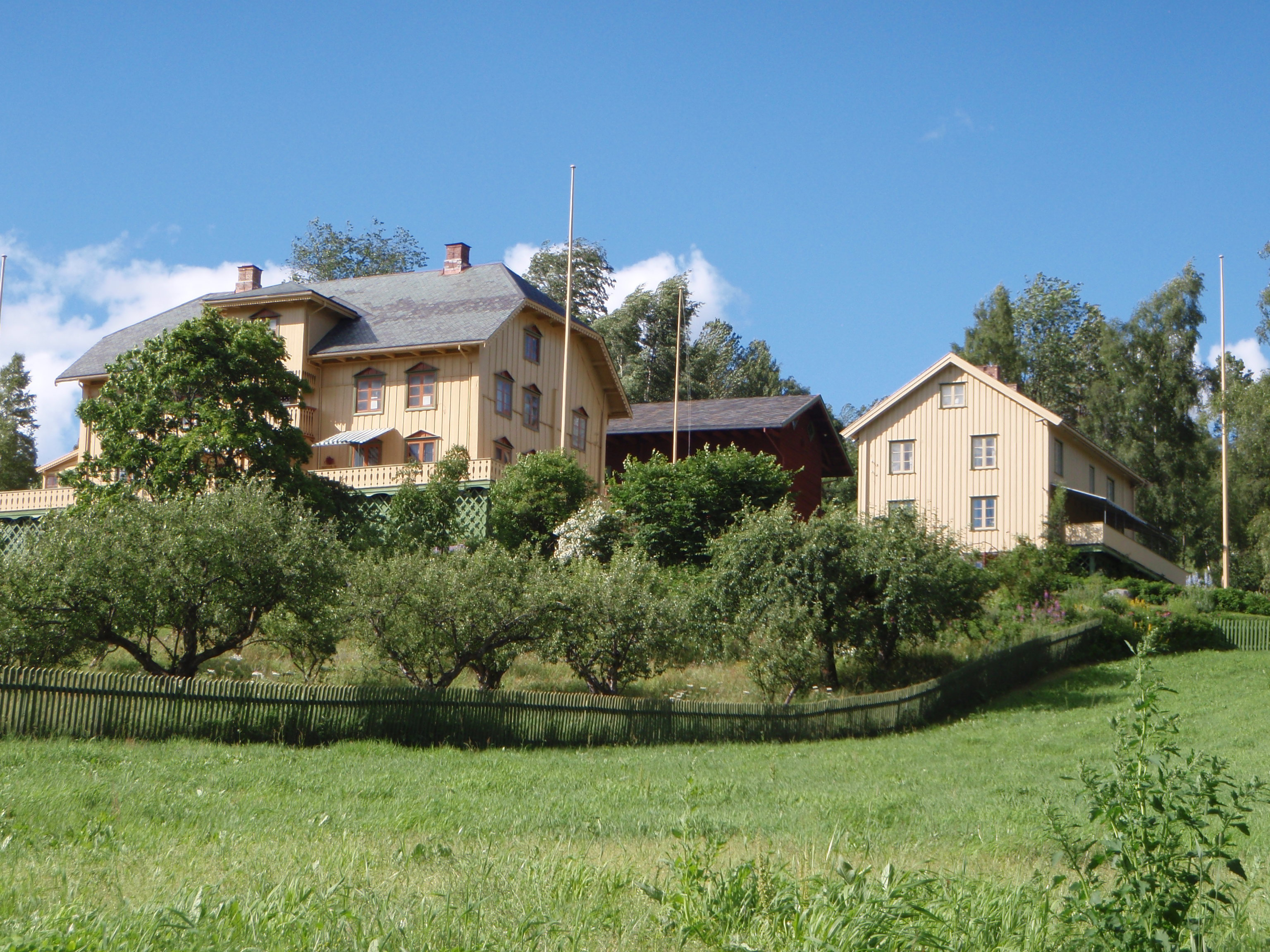
Statek Aulestad, sídlo rodiny Bjørnstjernových, stav 2010

Romány Manghilda (1877), Vlajky nad městem a přístavem (1884) a Na božích cestách (1889), v nichž prezentuje své názory na aktuální společenské otázky, nedosáhly u čtenářů takové obliby, jako jeho povídková tvorba.
Bjørnson psal dramata pod vlivem národního romantismu. Náměty čerpal především z historie, často ze ság. První z těchto dramat, Ve válečné vřavě, se odehrává ve 12. století. Následovaly další hry jako Kulhavá Hulda (1858) a Král Sverre (1861). Všechny tyto předešlé pokusy byly překonány trojdílným dramatem Sigurd Slembe, které bylo vydáno v roce 1862.
V 70. letech 19. století nastal v Bjørnsonově tvorbě zásadní obrat. Podle hesla, „že literatura jen potud žije, pokud problémy řeší“, se Bjørnson začal věnovat aktuálním společenským problémům, které řešil ve svých divadelních hrách. Je tak společně s Henrikem Ibsenem považován za zakladatele norského národního dramatu. Ve své tvorbě byl kritický k morálce měšťanské společnosti a zdůrazňoval mravní odpovědnost jedince. Zvýšený zájem o sociální problémy současného městského člověka se obrazil v jeho dramatické tvorbě z pozdějšího období: Bankrot (Úpadek), Redaktor (obě z roku 1874), Rukavička a Nad naši sílu I (obě z roku 1883), mistrovské sociální drama Nad naši sílu II (1895), Paul Lange a Tora Persbergová (1898). Roku 1865 pak vydal Bjørnson první norskou hru ze současnosti Novomanželé.

## Zajímavost

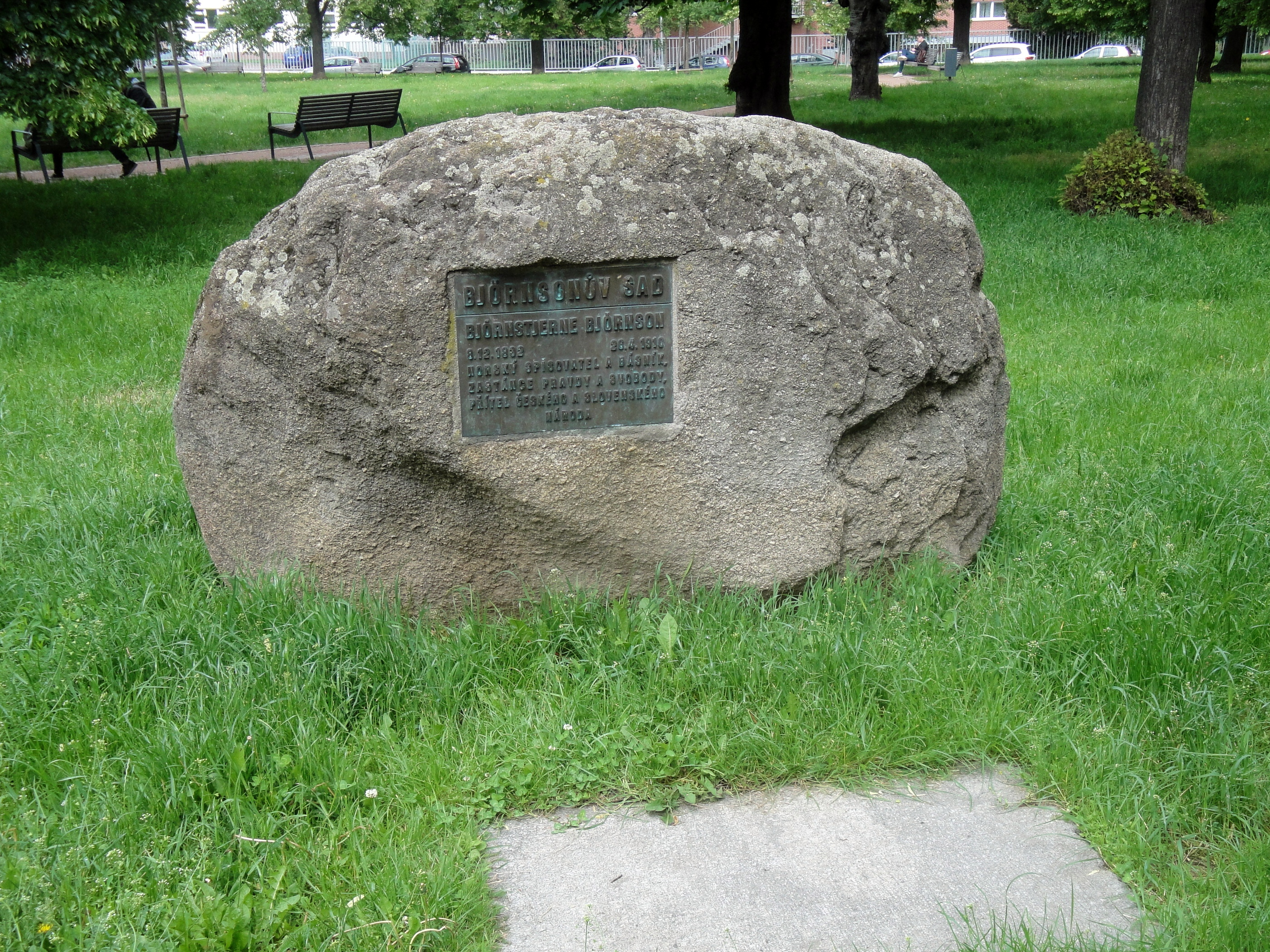
Pamětní deska spisovatele v Björnsonově sadě

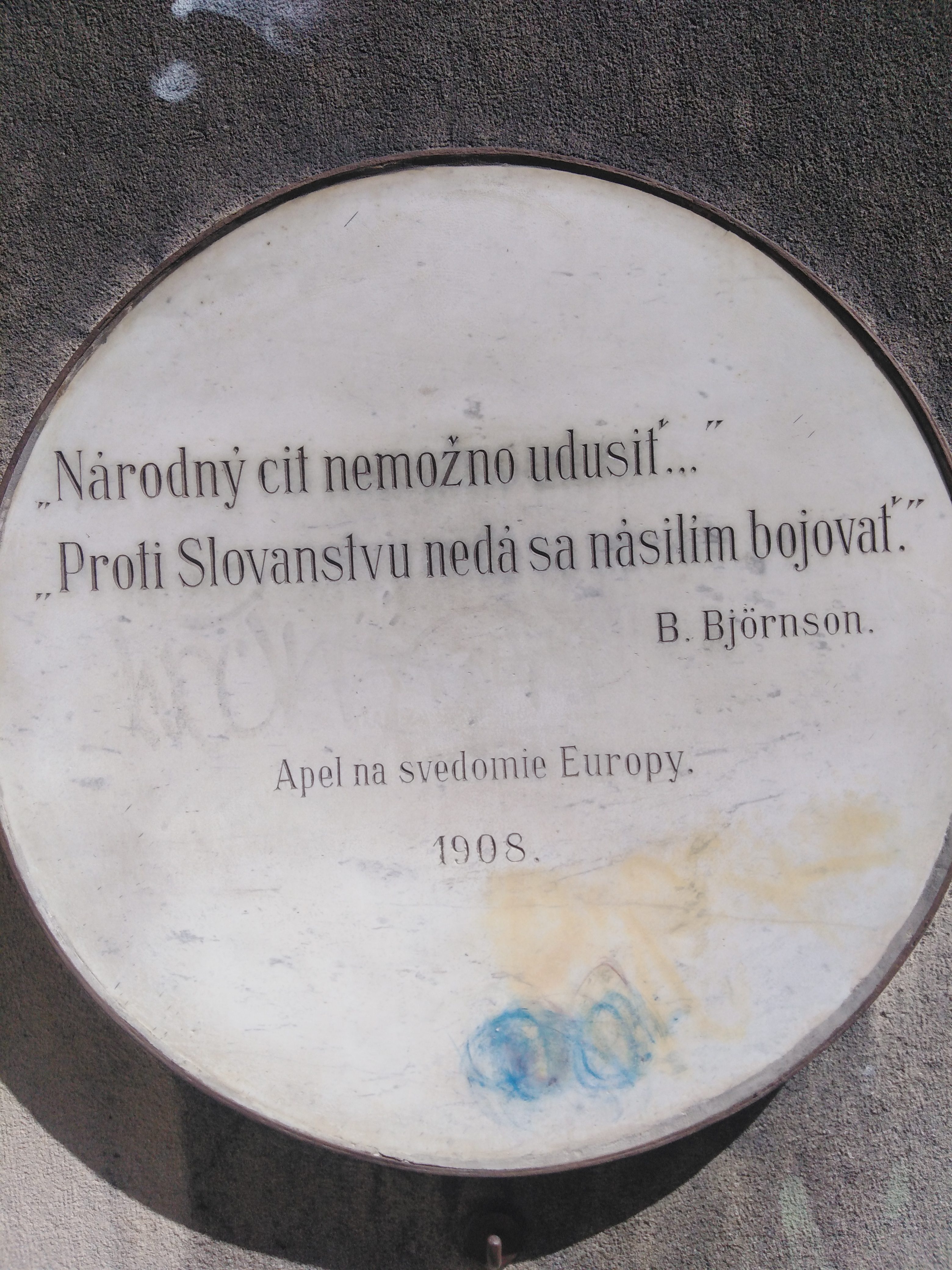
Bjørnsonova pamětní deska v Bratislavě

V Brně mezi ulicí Veveří, ulicí Zahradníkovou, budovou právnické fakulty a jednou z budov Univerzity obrany se nachází Björnsonův sad (psáno s „ö“). Na desce na začátku sadu (roh Veveří a Zahradníkovy ul.) je mimo jiné psáno „...norský spisovatel a básník, zastánce pravdy a svobody, přítel českého a slovenského národa“.

## Dílo
- Synnöve ze Slunečného návrší (1857, Synnöve Solbakken)
- Arne (1859)
- Veselý hoch (1860)
- Král Sverre (1861, Kong Sverre)
- Sigurd Slembe (1862)
- Marie Stuartovna Skotská (1864, Maria Stuart' i Skotland)
- Novomanželé (1865, De Nygifte)
- Rybářské děvče (1868)
- Ano, milujeme tuto zemi (1870)
- Arnljot Gelline (1870)
- Sigurd Jorsalfar (1872)
- Selské povídky (1873, Samlede digter)
- Úpadek (1875), též jako Bankrot
- Redaktor (1875, Redaktören)
- Král (1877, Kongen)
- Magnhild (1877)
- Setník Masana (1879, Kaptejn Mansana)
- Leonarda (1879)
- Nový systém (1879)
- Prach (1882)
- Jednoženství a mnohoženství (1883)
- Rukavička (1883)
- Nad sílu (1883, Über die Kraft)
- Vlajky nad městem a přístavem (1884, Det flager i byen og pa havnen)
- Zeměpis a láska (1885)
- Na božích cestách (1889)
- Paul Lange a Tore Parsbergová (1898, Paul Lange og Torra Parsberg)
- Laboremus (1901)
- Na Storhovu (1902)
- Daglannet (1904)
- Mary (1906)
- Když réva znovu kvete (1909)

## Česká vydání
- Selské novely, Hynek Jaroslav Mejsnar, Tábor 1873, překlad Hynek Jaroslav Mejsnar
- Novomanželé, F.A. Urbánek, Praha 1874, překlad Eliška Pešková
- Selské novely F.A. Urbánek, Praha 1875
- Bankrot, J. Pospíšil, Praha 1877, překlad J. Bittner
- Nový systém, Časopis českého studentstva, Praha 1890, překlad Hugo Kosterka
- Dědictví Kurtův, Časopis českého studentstva, Praha 1893, překlad Hugo Kosterka
- Na božích cestách, J. Otto, Praha 1894, překlad Hugo Kosterka
- Prach, F. Šimáček, Praha 1896, překlad Hugo Kosterka
- Jednoženství a mnohoženství, E. Beaufort, Praha 1897, překlad Hugo Kosterka
- Úpadek, M. Knapp, Praha 1897, překlad J.E. Šlechta
- Absolonovy vlasy, J. Otto, Praha 1898, překlad Hugo Kosterka
- Nad naši sílu, J. Otto, Praha 1900, překlad Jaroslav Kvapil
- Nad naši sílu, J. Otto, Praha 1904, překlad Hanuš Hackenschmied
- Rybářské děvče, Magnhild, Jan Laichter, Praha 1907, překlad Milada Krausová-Lesná
- Mary, Nakladatelské družstvo Máje, Praha 1907, překlad Hugo Kosterka
- Železnice a hřbitov, Jan Laichter, Praha 1907, překlad Milada Krausová-Lesná
- Povídky (tři díly), Jan Laichter, Praha 1907–1912, překlad Milada Krausová-Lesná
- Setnik Mansana, Český čtenář, Praha 1908, překlad Milada Krausová-Lesná
- Na božích cestách, E. Beaufort, Praha 1909, překlad Milada Krausová-Lesná
- Vlajky nad městem i přístavem, Antonín Reis, Praha 1909, překlad Josef Pachmayer
- Když réva znovu rozkvete, Šolc a Šimáček, Praha 1910, překlad Milada Krausová-Lesná
- Veselý hoch, Jan Laichter, Praha 1910, překlad Milada Krausová-Lesná
- Prach, Alois Hynek, Praha 1911, překlad Jaroslav Oktábec
- Laborenus, J. Otto, Praha 1913, překlad Hanuš Hackenschmied
- Jednoženství a mnohoženství, E. Beaufort, Praha 1915, překlad Hugo Kosterka
- Synnöve Solbaken Československé podniky tiskařské a vydavatelské, Praha 1920, překlad Viktor Šuman
- Rukavička, Československé podniky tiskařské a vydavatelské, Praha 1922, překlad Viktor Šuman
- Vlajky nad městem i přístavem, Alois Srdce, Praha 1924, překlad Hugo Kosterka
- Mary, Alois Srdce, Praha 1926, překlad Hugo Kosterka
- Rybářské děvče, Alois Srdce, Praha 1927, překlad Milada Krausová-Lesná
- Novomanželé, Nakladatelské družstvo Máje, Praha 1937, překlad a úvod Milada Krausová-Lesná
- Veselý hoch a jiné povídky, SNKLHU, Praha 1957, překlad Božena Ehrmannová
- Selské povídky, Odeon, Praha 1972, překlad Božena Köllnová a Josef B. Michl
- Synnöve ze Slunečného návrší Mladá fronta, Praha 1981, překlad Božena Köllnová